# 秋芳堂
有限会社秋芳堂（しゅうほうどう）とは、静岡県浜松市中央区にある和菓子店である。浜松銘菓カステラ饅頭には、通常の白餡、粒餡や抹茶も揃っている。店舗前には、カステラ饅頭の製造工程が見学できる。

## 概要
- 創業 1887年（明治20年）創業
- 営業時間 9:00〜19:30
- 定休日 木曜日（祝日の場合は営業）

## 略歴
- 松菱百貨店の創業以来松菱まんじゅうの名で親しまれてきた秋芳堂は、2001年11月の松菱倒産の影響を受けて、一時休業に追い込まれた。同年12月鍛冶町通りに店舗を構え、新たにオープンした[1]。2011年8月には遠鉄百貨店にも出店した。
- 3個110円のカステラ饅頭は皮の柔らかさと、白餡を使った薄甘な味わいが特徴である。
- 静岡第一テレビの旅番組『美食の花道』で訪れた中尾彬に美味い菓子として、紹介もされた[2]。